# 瓜魯帕利克
瓜鲁帕利克（Qalupalik）是因纽特神话中的一个虚构生物，它生活于海中，有着长长的头发与指甲，以及蓝色的皮肤。瓜鲁帕利克会将任性、靠近水边的儿童掳走并把他们放入Amauti（一种因纽特人的服装，可以背着孩子）回到海中，因纽特人也借此告诫儿童应远离水域。